# ACMAT

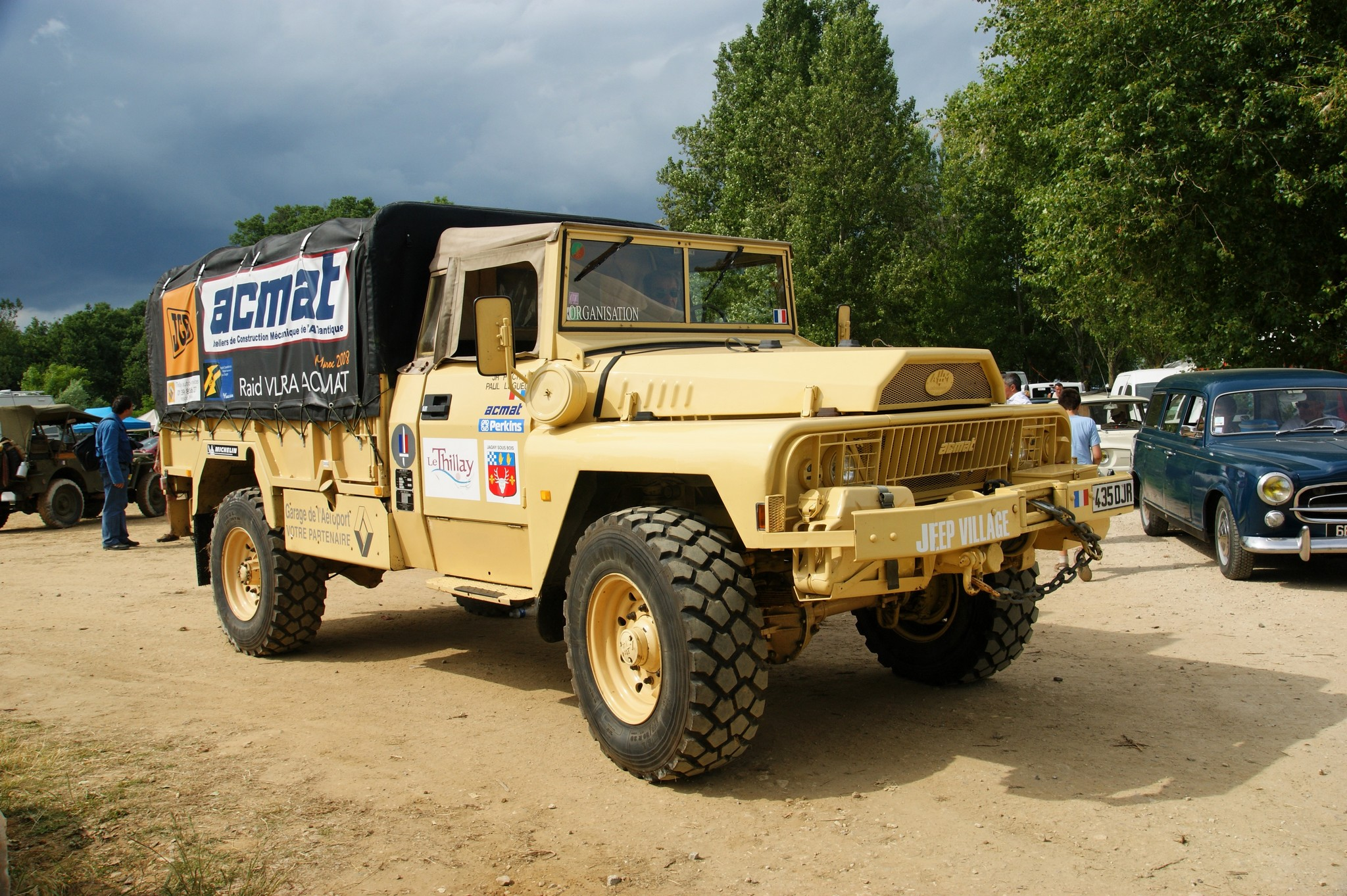
Ein ACMAT VLRA auf der Locomotion en Fête in La Ferté-Alais im Jahre 2009.

Logo der ALM S.A. (1954–1964)

Die ACMAT S.A. (Ateliers de Constructions Mécaniques de l’Atlantique) war ein im Jahre 1954 als ALM S.A. (Ateliers Legueu Meaux) von René Legueu mit Unternehmenssitz in Meaux gegründeter Hersteller militärischer Radfahrzeuge. In zivilen Ausführungen gibt es manche der Modelle auch als schwere Lastkraftwagen und Nutzfahrzeuge. Für den kommerziellen Gebrauch gibt es auch Fahrzeuge für den Objekt- und Personenschutz sowie dem Einsatz öffentlich rechtlicher Einheiten der Behörden wie der Polizei und der Feuerwehr. Seit Produktionsbeginn hat die Firma bereits über 12.000 Fahrzeuge hergestellt, die in über 50 Ländern vermarktet werden. 1964 verlegte das Unternehmen seinen Sitz nach Saint-Nazaire.

## Geschichte
Die Arbeit begann das Unternehmen als Entwickler und Produzent von Fahrzeugteilen, darunter Verteilergetriebe und Vorderachsen für in Großserie gebauten Lastkraftwagen. Viele der gemachten Entwicklungen ließ sich das Unternehmen patentieren. Dabei entstand nebenbei ein All-Terrain-Lkw, der speziell für den landwirtschaftlichen Nutzen gedacht war. In den Markt gelangte das Modell allerdings nicht und blieb lediglich ein Konzeptfahrzeug. Bei einer Weiterentwicklung bekam die Ölindustrie dann den Vorzug. So wurde eine vier- und sechsradgetriebene Version in Einbezug geophysikalischer Industriewerte für den Einsatz in der Sahara entwickelt. Mit einer Reichweite von knapp über 1000 km ohne Tankstopp und seiner Einsatzfähigkeiten im Wüstengelände, bot das Fahrzeug eine gesteigerte Lebensfähigkeit in der feindlichen Region, was hauptsächlich einen Appell an das Militär darstellte, um dessen Aufmerksamkeit zu erregen. In weiteren Ausführungen passte man das Fahrzeug an den Einsatz militärischer Bedürfnisse an.
Im August 1961 begann dann schließlich die Serienproduktion des nun ALM VCOM (Véhicule de Combat d’Outre-Mer) genannten Modells, wobei die Verbesserungen am Fahrzeug unter der Regie der Fremdenlegion unter den Testeinsätzen bei der sogenannten Mission Fennec (Wüstenfuchs) weitergeführt wurden. Gemacht wurden diese Tests während verschiedener Einsätze in Mauretanien sowie des kurz darauffolgenden Befreiungskrieges des Tschad während des Bürgerkrieges. Insgesamt 193 Einheiten des Modells hatte man dann nach der Beendigung der Tests an die 13e demi-brigade de Légion étrangère in Dschibuti ausgeliefert.
Um das Erbe seines Vaters Paul Legueu anzutreten, musste der Unternehmensgründer im Jahre 1964 nach Saint-Nazaire umziehen. Entsprechend dieser ungünstigen Situation verlegte er den Unternehmenssitz ebenfalls hierher und schuf über eine Neugründung die ACMAT S.A. (Ateliers de Constructions Mécaniques de l’Atlantique).
Erneut begann das Unternehmen mit der Entwicklung von Komponenten. Dies waren Vorder- und Hinterachsen, Getriebe und Verteilergetriebe. Weitere zwölf Patente konnte sich das Unternehmen damit sichern. Im Laufe des Jahres 1967 brachte das Unternehmen dann sein neuestes Modell, den ACMAT VLRA (Véhicules de liaison, de reconnaissance et d’appui), auf den Markt. Dieser zeichnete sich vor allem durch seine Robustheit aus. Aber auch die außergewöhnliche Leistung, 2,5 Tonnen Nutzlast transportieren zu können, sowie eine maximale Reichweite von 1600 Kilometer und ein Wassertank mit einem Fassungsvermögen von 200 Litern machten das Modell zu einem Erfolg.
Im Jahr 1981 gewann Adrien Villette auf einem solchen Fahrzeug (TPK 420) die LKW-Wertung der Rallye Paris-Dakar.
Im Mai des Jahres 2006 erlangte die Renault Trucks Defense S.A. die Aktienmehrheit über das Unternehmen. ACMAT stellte seither eine Marke und Tochtergesellschaft des Volvo-Konzerns dar, zu dem Renault Trucks gehört. Renault Trucks Defense übernahm 2012 Panhard General Defense, einen französischer Hersteller von Militärfahrzeugen und Geländewagen und benannte sich danach in Arquus um, seitdem ist die Marke Acmat Geschichte und alle Fahrzeuge werden als Arquus vermarktet.

## Weitere Produkte
- ACMAT RM (Remorque; Anhänger)